# Monmouth (Oregon)
Monmouth és una població dels Estats Units a l'estat d'Oregon. Segons el cens del 2000 tenia 7.741 habitants.

## Demografia
Segons el cens del 2000, Monmouth tenia 7.741 habitants, 2.757 habitatges, i 1.488 famílies. La densitat de població era de 1.548,6 habitants per km².
Dels 2.757 habitatges en un 26,6% hi vivien nens de menys de 18 anys, en un 41,7% hi vivien parelles casades, en un 9,4% dones solteres, i en un 46% no eren unitats familiars. En el 24,4% dels habitatges hi vivien persones soles el 7,5% de les quals corresponia a persones de 65 anys o més que vivien soles. El nombre mitjà de persones vivint en cada habitatge era de 2,5 i el nombre mitjà de persones que vivien en cada família era de 3,03.
Per edats la població es repartia de la següent manera: un 19,5% tenia menys de 18 anys, un 35,9% entre 18 i 24, un 21,2% entre 25 i 44, un 14,5% de 45 a 60 i un 8,9% 65 anys o més.
L'edat mediana era de 23 anys. Per cada 100 dones de 18 o més anys hi havia 81,3 homes.
La renda mediana per habitatge era de 32.256$ i la renda mediana per família de 48.600$. Els homes tenien una renda mediana de 33.500$ mentre que les dones 25.185$. La renda per capita de la població era de 14.474$. Aproximadament el 7,1% de les famílies i el 24,6% de la població estaven per davall del llindar de pobresa.

## Poblacions més properes
El següent diagrama mostra les poblacions més properes.